# قائمة الرعايا المعينين خصيصا والأشخاص المحظورين

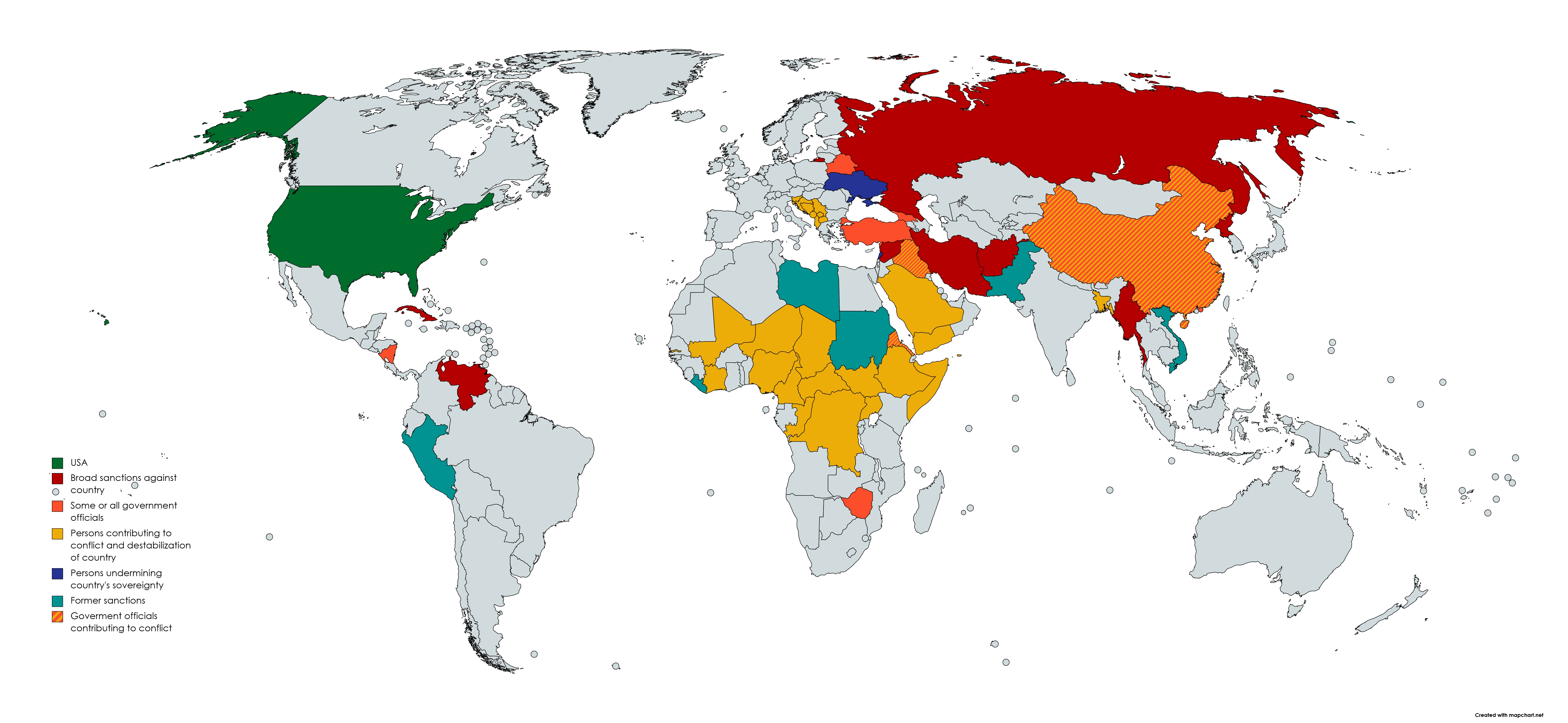
البلدان الخاضعة لجزاءات بشكل ما من قبل الولايات المتحدة

قائمة الرعايا المعينين خصيصًا والأشخاص المحظورين (بالإنجليزية: SPECIALLY DESIGNATED NATIONALS AND BLOCKED PERSONS LIST) والمعروفة اختصاراً بقائمة إس دي إن (SDN-List)، هي إحدى وسائل العقوبات التي فرضتها وزارة الخزانة الأمريكية، ويديرها مكتب مراقبة الأصول الأجنبية (OFAC) التابع للوزارة، وتعتبر بمثابة القائمة السوداء الأمريكية التي تستهدف المصنفين من قبل حكومة الولايات المتحدة كإرهابيين أو المسؤولين والمستفيدين من بعض الأنظمة الاستبدادية (من وجهة نظر الحكومة الأمريكية)، والمجرمين الدوليين (مثل تجار المخدرات). بعد إضافة أي فرد أو كيان إلى القائمة، تُحضر أصوله الأمريكية، ويضاف اسمه إلى أنظمة الفحص الآلي التي تستخدمها البنوك في الولايات المتحدة والعديد من الدول الأجنبية، مما يجعل من الصعب عليهم فتح حسابات أو الاحتفاظ بها، أو تحويل الأموال، أو التعامل في الممتلكات دوليًا. أي فرد أو كيان يقدم الدعم المتعلق بالإرهاب أو تهريب المخدرات أو الاستخدام العسكري غير المصرح به لأي شخص أو كيان يظهر في هذه القائمة يتعرض للعقوبة بموجب قانون باتريوت أكت أو قانون الوطنية الأمريكي.
تحتوي هذه القائمة على عشرات الآلاف من الأفراد والشركات والمنظمات والأصول أو الذين تم تحديدهم على أنهم يشكلون تهديدًا للأمن القومي الأمريكي والسياسة الخارجية والاقتصادية، وهؤلاء الأفراد والكيانات من جميع دول العالم تقريباً، ويُحظر على جميع الأشخاص والشركات داخل الولايات المتحدة التعامل مع الأفراد والكيانات المدرجين في هذه القائمة أو يخضعون لعقوبات بسبب انتهاك القانون. تشمل العقوبات المالية حظر الاستثمار في أسهم الأفراد والشركات المدرجة في القائمة السوداء والتي يكون للأفراد المدرجين في القائمة حصة كبيرة فيها، وحظر الديون الجديدة (بما في ذلك جميع الأوراق المالية مثل السندات والائتمانات والكمبيالات وما إلى ذلك) مع استحقاق أكثر من 90 يوما. على سبيل المثال، بعد ضم شبه جزيرة القرم من قبل الاتحاد الروسي عام 2014، أدرجت الولايات المتحدة عددًا من الشركات الروسية وشبه جزيرة القرم في القائمة السوداء لفرض عقوبات عليها.